# Mack Robinson
Matthew MacKenzie "Mack" Robinson, född 18 juli 1914 i Cairo i Georgia, död 12 mars 2000 i Pasadena i Kalifornien, var en amerikansk friidrottare.
Robinson blev olympisk silvermedaljör på 200 meter vid sommarspelen 1936 i Berlin.